# 晋文公
晋文公（前671年—前628年10月27日），姬姓，晋氏，名重耳，晋献公之子，春秋时期著名的政治家，晋国国君，在位九年，在赵衰（赵国先祖）、狐偃、贾佗、先轸、魏武子（魏国先祖）、介之推等人的辅佐下，成为春秋五霸之一，开创了晋国长达一个多世纪的中原霸权，为后来的三晋（赵国、魏国、韩国）位列战国七雄奠定了基础。

## 出生
前671年，晉獻公與戎族通婚，娶狐季姬，生下重耳。

## 流亡生涯
前665年，繼母骊姬生下一子，取名奚齊，骊姬與優施通姦，淫亂後宮，兩人開始排擠陷害申生、重耳、夷吾。在前665年，晋献公派重耳守护蒲城。
前655年，重耳之兄申生被骊姬害死，重耳也遭到驪姬之亂的迫害，离开了晋国都城绛，到蒲城，他父亲晋献公派勃鞮谋杀重耳，勃鞮割断了重耳的袖子，重耳爬墙侥幸逃走。重耳的母亲是戎族，他决定往狄族人的地方逃跑，至翟國，在翟國被晉國攻打後，又逃往其他國家，自此流亡19年，經歷狄、衛、齊、曹、宋、鄭、楚、秦八國。

### 至狄（前655年-前644年）
前651年，晋献公逝世，荀息当国相，繼母骊姬立自己的儿子奚齐为国君，里克砍死奚齐，又活活鞭杀了骊姬，荀息自杀，里克派人迎接重耳回国即位，重耳辞谢。前650年，重耳的弟弟夷吾自立，是为晋惠公。重耳在狄國住了十二年。前644年，晋惠公派勃鞮第二次追杀重耳，重耳没死，决定不能在狄國多留。

### 至衛（前644年）
重耳逃到衛國。衛國看他是個倒運的公子，不肯接待他。他們一路走去。走到五鹿（今濮陽東南）地方，實在餓得厲害，正瞧見幾個莊稼人在田邊吃飯。重耳他們看得更加口饞，就叫人向他們討點吃的。莊稼人懶得理他們，其中有一個人跟他們開個玩笑，拿起一塊泥巴給他們。重耳冒了火，他手下的人也想動手揍人了。重耳的舅舅狐偃連忙攔住，接過泥巴，安慰重耳說：“泥巴就是土地，百姓給我們送土地來啦，這不是一個好兆頭嗎？”重耳也只好趁此下了台階，苦笑著向前走去。

### 至齐（前644年-前639年）
重耳听说齐桓公的宰相管仲去世了，决定去齐国给齐桓公效劳，他同时希望得到齐国的帮助和保护。重耳在齐国过安逸的生活，放弃了恢复君位的愿望。齐桓公赠送他20辆车马，并且主持了将宗室女齐姜嫁给重耳。
前639年，齊桓公死後，齊國發生內亂。赵衰、咎犯有一天在一棵桑树下商量如何离开齐国，一个宮女在桑树上听到他们的对话，回宫以后偷偷的告诉了重耳的妻子齊姜。齐姜因为怕宮女洩露秘密，不但没有给宮女奖赏，而且马上把她杀了。齐姜也劝告重耳赶快离开齐国，但是重耳不肯。因此，赵衰等人让重耳喝醉了，把重耳抬到马车上离开齐国国都临淄。重耳醒来的时候已经太晚了，感到非常愤怒，拿了戈追杀狐偃，幸亏没有成功。

### 至曹（前639年）
重耳和他的忠臣到了曹国。曹共公听说重耳的肋骨连成一片，很好奇，所以趁重耳洗澡的时候，偷看了他的裸体。曹共公如此无禮，重耳頗生怨心。

### 至宋（前638年）
前638年，楚国打败宋襄公军队不久以后，重耳到了宋国。宋襄公热情地款待了他，并赠送了20辆车马给他。

### 至郑（前637年）
前637年（周襄王十五年、魯僖公二十三年、鄭文公三十六年），重耳路過郑国，鄭國大夫叔詹勸鄭文公要以禮待重耳，鄭文公卻以“諸侯亡公子過此者眾，安可盡禮！”為由，不聽叔詹勸告，對重耳不予禮遇接待。（這即是日後晉文公邀秦穆公興問罪之師的起源，加上鄭文公在城濮之戰起兵助楚，讓晉文公有了問罪的理由。更造成日後秦、晉之間的幾場戰爭（殽之戰、王官之戰和一些邊境衝突）埋下伏筆（事見《左傳》）。

### 至楚（前637年）
到了楚国，楚成王设宴接待他，并问他以后打算如何报答楚国。重耳回答“万一晋国和楚国之间发生了战争，我愿意命令军队撤退三舍（即九十里）”。楚国大夫成得臣（子玉）建议楚成王马上杀死重耳，以免给自己留下后患，但是楚成王没有采纳他的意见。

### 至秦（前636年）
最后，重耳到了秦国，秦穆公热烈地接待了他，并主持将宗室女子五人许配与他，其中就有秦穆公的亲生女儿怀嬴。（参考《左传》）

## 返國即位

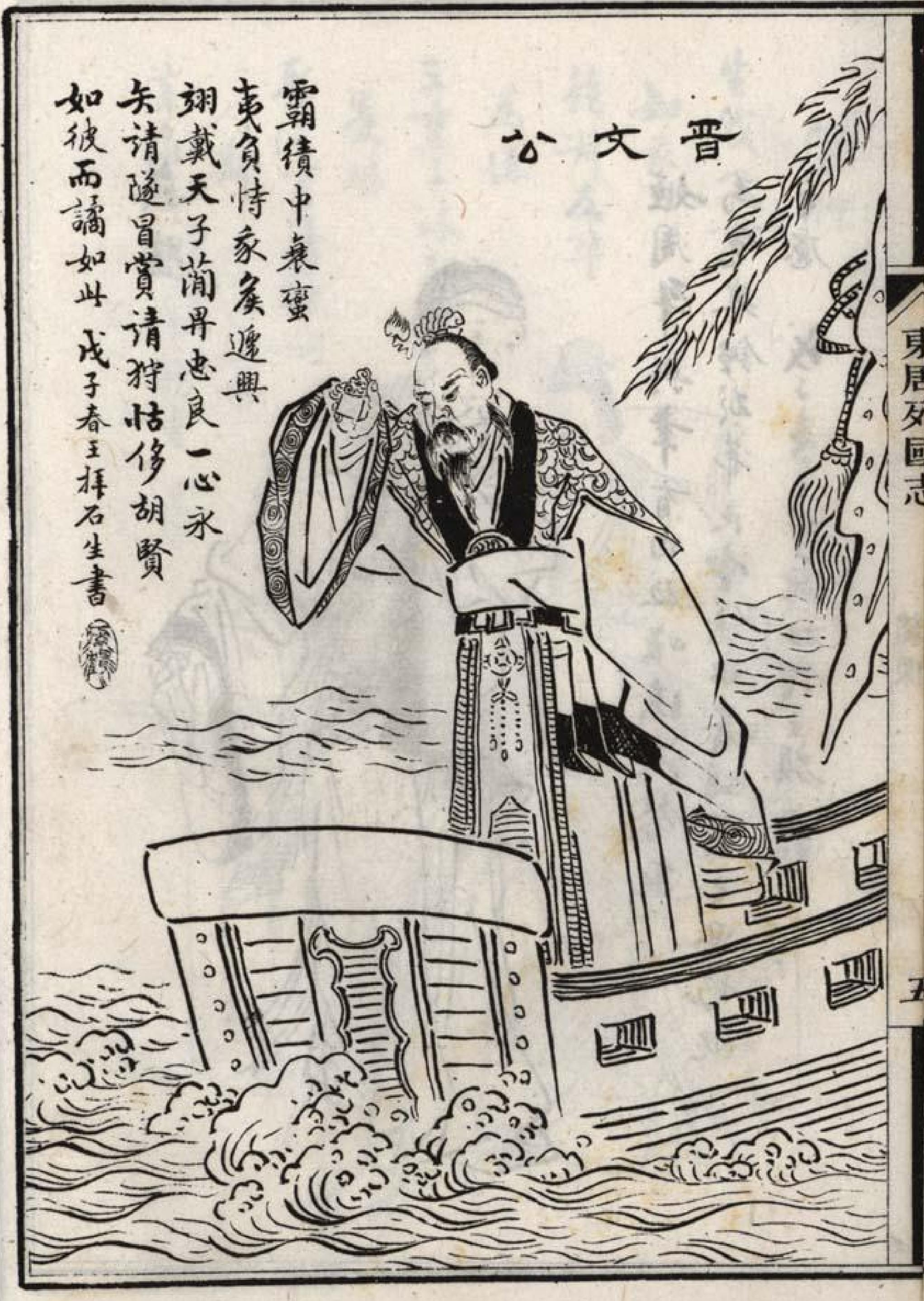
晋文公

晋惠公因治国无方，韩原之战战败，使晋国内外交困。国人怨声载道。前637年秋，晋惠公亡，其子晋怀公立。晋大夫栾氏暗中遣使赴秦，劝说重耳归国称君。据《左传》，周襄王十六年（魯僖公二十四年，秦穆公二十四年，前636年）春二月（夏曆十二月），秦穆公派兵护送重耳回晋国。秦军东渡黄河入晋。晋国西南部的令狐、桑泉（均在今山西临猗县）、臼衰（今山西永济市东北）三邑相继归降重耳。晋怀公发兵西进迎击秦军，驻军庐柳（今山西临猗县西北）。秦穆公使者赴庐柳游说晋军，使其倒戈，退到郇邑（今山西临猗县西南）。跟随重耳流亡在外的狐偃便与秦、晋两国大夫在郇邑会盟，支持重耳称君。随后，重耳率秦军经曲沃（今山西闻喜县东北）进入晋都翼（又称绛，今山西翼城县西南）继位，为晋文公。晋怀公逃到晋国北部的高梁邑（今山西临汾市东北），被文公派人杀死。
重耳即位後，在诸侯中威信很高。侍奉晋惠公的旧臣吕省和郤芮害怕遭到晋文公的迫害，所以想谋杀他。他们计划放火烧他的宫室。
勃鞮听闻了他们的阴谋，想告诉晋文公，但是文公拒绝见他，因为他曾试图刺杀文公两次。勃鞮说他当时纯属奉命行事，提醒他“过去齐桓公没有记恨管仲向他射箭”，晋文公听了，便接待了勃鞮，勃鞮就揭露了吕省和郤芮的阴谋。吕省和郤芮逃走，晋文公向秦穆公求助。秦穆公将吕省、郤芮二人诱杀于黄河岸边。夏，秦穆公派三千秦军入晋，助其加强防务。至此，晋文公在历经十九年的流亡生涯后，开始了在晋国的统治。
《公羊传》的记载有所不同。据《公羊传》，前636年底，怀公死后重耳才篡夺了晋国。
孔子为晋文公重耳避讳篡位，并未在《春秋》正文中提及晋文公即位细节。

## 稱霸

### 尊王
前635年，周襄王的弟弟王子带发起动乱，周襄王逃到郑国并向晋文公紧急请求援助。同时，秦国正准备去救周王。晋文公想当霸主，他趁这个机会显示了他的权力和威望，所以不顾晋国刚刚才安定，决定在行动之前拯救天子，不让秦国得到功劳。因此，他答应了周襄王，打败了王子带，并护送周襄王返京。为了感谢晋文公的恩惠，周王将河內、等地赐与晋。

### 攘夷
當時齊桓公已卒，中原群龍無首，楚國乘勢堀興。晉文公先翦除楚國的羽翼，擊敗曹國、衛國，使二國與楚國絕交。
前633年（周襄王二十年），宋国都城商丘被楚军包围。前632年初，晋文公率兵救宋，为报答楚国在他流亡国外时楚国的款待，下令军队退避三舍（九十里），在衛国的城濮（今山东濮县南）大败楚军。晋文公主持践土之盟，成为霸主。
晉文公繼而聯合秦國，攻打親楚的鄭國，阻止日後楚國的北進。

### 執政
晉文公在位期間，執政為：郤縠、郤溱、先軫、趙衰、狐毛、狐偃、欒枝、胥臣、先且居、箕鄭、胥嬰、先都。

## 逝世
前628年冬，晋文公去世，其子晋襄公即位。

## 評價
呂思勉《先秦史：呂思勉先生所著的四部斷代史之一》：晉文之伯，與齊桓大異。齊桓之存邢、衛，救燕，伐楚，雖曰霸者假之，究猶有一匡天下之志也。晉之破楚，全以陰謀取勝，而其待曹、衛諸邦尤酷，「譎而不正」之評，非虛語矣。然其時之勢事，亦有迫之不得不然者。當時列國之間，純以捭闔取利，而國內亦多不寧。文公之霸業，始於勤王，成於破楚，其勤王，蓋欲以抑秦；破楚則成於徼幸，何以言之？ 曰：韓原之敗，河東入秦。

## 年龄
史书并未明确记载晋文公的出生时间，对于他流亡时的年龄有两种说法。
1. 《史记》的说法，则魯僖公五年（前655年），流亡时就已经四十三岁，到六十二岁回国，于七十岁时去世。
2. 《左傳·莊公二十八年》：「又娶二女於戎，大戎狐姬生重耳，小戎子生夷吾。」《左传·昭公十三年》记载：“……我先君文公 狐季姬之子也 ……生十七年……亡十九年”，晋文公是十七岁时因乱出奔，在外流亡达十九年才最终回国接位，在位八年后去世，终年四十四岁。杨伯峻考证史记的记载为误，左传记载的晋文公生年正确。重耳當生魯莊公二十三年（前671年），其姊伯姬於魯僖公五年（前655年），嫁於秦穆公時，年齡在十七歲左右，不可能四十四岁矣。《左传·昭公十三年》原文记载：“我先君文公，狐季姬之子也，有宠于献。好学而不贰，生十七年，有士五人。有先大夫子余、子犯以为腹心，有魏犨、贾佗以为股肱，有齐、宋、秦、楚以为外主，有栾、郤、狐、先以为内主。亡十九年，守志弥笃。惠、怀弃民，民従而与之。献无异亲，民无异望，天方相晋，将何以代文？”
3. 《國語》：「晉公子生十七年而亡。」與《左傳》記載一致。

## 家庭

### 父母
- 父親：晉獻公
- 母親：狐季姬，又称大戎狐姬

### 妻妾
1. 文嬴
2. 偪姞
3. 季隗
4. 杜祁
5. 齊姜
6. 懷嬴
7. 南威
8. 妾周氏，祖籍秦國，晉成公母
9. 另有兩位秦國妾。

### 兒子
- 伯鯈，母季隗
- 叔刘，母季隗
- 公子驩，即晋襄公，母偪姞
- 公子雍，母杜祁
- 公子乐，懷嬴所生
- 公子黑臀，母周女，即晋成公

### 女兒
- 伯姬，又作赵姬、君姬氏

## 影視作品
- 《晉文公傳奇》由黎明飾演。
- 《東方小故事之李離殉職》由龔禮飾演。
- 《东周列国春秋篇》由蔣愷飾演。
- 《驪姬傳奇》由邱心志飾演。
- 《春秋祭》由羅嘉良飾演。
- 《重耳傳奇》由王龍華飾演。

## 註解
1. ↑  見討論頁
2. ↑  夏曆九月九日
3. ↑  《左传·定公四年》：“王若曰，晋重、鲁申、卫武、蔡甲午、郑捷、齐潘、宋王臣、莒期”
4. ↑  《國語》：「晉公子生十七年而亡。」左傳記載亦同。一說697年，本於《史記》。詳下年齡章節。
5. ↑  《左傳‧莊公二十八年》：「又娶二女於戎，大戎狐姬生重耳，小戎子生夷吾。」
6. ↑  《韩非子·难三》文公出亡，献公使寺人披攻之蒲城，披斩其祛，文公奔翟。惠公即位，又使攻之惠窦，不得也。及文公反国，披求见。公曰：“蒲城之役，君令一宿，而汝即至；惠窦之难，君令三宿，而汝一宿，何其速也？”披对曰：“君令不二。除君之恶，恐不堪。蒲人、翟人，余何有焉？今公即位，其无蒲、翟乎？且桓公置射钩而相管仲。”君乃见之。 ——或曰：齐、晋绝祀，不亦宜乎？桓公能用管仲之功而忘射钩之怨，文公能听寺人之言而弃斩祛之罪，桓公、文公能容二子者也。后世之君，明不及二公；后世之臣，贤不如二子。不忠之臣以事不明之君，君不知，则有燕操、子罕、田常之贼；知之，则以管仲、寺人自解。君必不诛而自以为有桓、文之德，是臣仇而明不能烛，多假之资，自以为贤而不戒，则虽无后嗣，不亦可乎？且寺人之言也，直饰君令而不贰者，则是贞于君也。死君后生，臣不愧，而复为贞。今惠公朝卒而暮事文公，寺人之不贰何如？
7. ↑  顧頡剛：《浪口村隨筆》，「晉文侵曹伐衛之故」條，頁151。
8. ↑  佚名. . 讀古詩詞網. 2017  [2019-12-31]. （原始内容存档于2020-12-24） （中文）.
9. ↑  《左传·僖公二十三年》：“及曹，曹共公闻其骈胁，欲观其裸。浴，薄而观之。”杜预注：“骈胁，合干。”孔颖达疏：“胁是腋下之名，其骨谓之肋……骈训比也，骨相比迫若一骨然。”宋孙奕《履斋示儿编·事同》：“晋文骈脇，张仪亦骈脇。”
10. ↑  左传·僖公·二十四年
11. ↑  顧頡剛：「晉文侵曹伐衛之故」條，頁151-152。
12. ↑  顧頡剛：「晉文侵曹伐衛之故」條，頁152。
13. ↑  《左傳．僖公三十二年》：冬，晉文公卒，庚辰，將殯于曲沃。出锋，柩有声如牛。卜偃使大夫拜。曰：“君命大事。将有西师过轶我，击之，必大捷焉。”
14. ↑  呂思勉. . 千華駐科技. 2023: 130-131. ISBN 978-6-26-376214-5.